# Cratere Finsen
Finsen è un cratere lunare di 72,98 km situato nella parte sud-orientale della faccia nascosta della Luna, a contatto con l'orlo sudorientale del cratere Leibnitz. A sudovest di Finsen si trova il cratere Von Kármán, in parte cancellato da Leibnitz.
La formazione è relativamente giovane, come si evince dal fatto che i piroclasti formatisi con Finsen ricoprono la parte sudest del fondo di Leibnitz, con delle strutture ben definite non ancora erose da impatti successivi. L'orlo è circolare, sebbene presenti alcune protuberanze irregolari su tutti i lati, tranne che a nord e a nordest.
Le pareti interne sono più alte a nord, e il fondo del cratere è leggermente in salita in direzione sud. Nel mezzo del cratere si trova il picco centrale, che occupa un'area di circa 15 km. Tale formazione ha un'albedo più elevata del fondo circostante e dell'orlo. Non ci sono impatti significativi né sul bordo né sul fondo di Finsen.
Il cratere è dedicato al fisico danese Niels Ryberg Finsen.

## Crateri correlati
Alcuni crateri minori situati in prossimità di Finsen sono convenzionalmente identificati, sulle mappe lunari, attraverso una lettera associata al nome.
| Finsen | Coordinate             | Diametro (in km) |
| ------ | ---------------------- | ---------------- |
| C      | 40°43′48″S 175°47′24″W | 25,35            |
| G      | 43°13′48″S 175°28′12″W | 29,44            |